# Black Roots
Black Roots foi uma banda de Roots reggae da região de St. Paul em Bristol, Inglaterra, formada em 1979. Lançaram vários álbuns antes de se separarem em 1990.

## História
A formação original da banda era constituida por Errol Brown (voz), Delroy O'Gilvie (voz), Ngozi Kondwani (congas, voz), Jabulani Ngozi (guitarra), Cordell Francis (guitarra), Trevor Seivwright (bateria), e Derrick King (baixo). Rapidamente entraram no percurso de espectaculos regulares em todo o Reino Unido, aparecendo no Rockers Roadshow na primeira transmissão do programa pelo Channel 4. O primeiro álbum foi lançado pela sua própria editora "Nubian" recebendo a banda um convite da BBC para compor e gravar a música-tema do seriado The Front Line. Eles também gravaram várias sessões para a BBC, incluindo sessões do programa de John Peel Keeping It Peel em 1981 e 1983 e sessões adicionais para David Jensen e foram posteriormente lançadas no álbum de 1985In Session. Fizeram uma digressão pela Europa com Eek-A-Mouse e Linton Kwesi Johnson e actuaram no festival WOMAD, em 1985. O terceiro álbum da banda, "All Day All Night" foi produzido por Mad Professor e contou com a colaboração de Vin Gordon. Posteriormente forma lançados mais álbuns, sendo o último "Natural Reaction", em 1990. A banda desapareceu depois desse álbum, embora tenham sido lançados posteriormente vários álbuns com base em trabalhos mais antigos.
O vocalista Delroy O'Gilvie lançou um álbum a solo Farm Digging e formou uma banda nova, "Orange Street", em 2005.

## Discografia

### Álbuns
- Black Roots (1983) Kick
- The Front Line (1984) Kick
- In Session (1985) BBC (lançado posteriormente em 2008 com a faixa extra) Makasound
- All Day All Night (1985) Nubian
- In a Different Style (1988) Nubian
- Live Power (1989) Nubian
- Natural Reaction (1990) Nubian
- Dub Factor: The Mad Professor Mixes (1991)
- With Friends (1993)
- Dub Factor 2: The Dub Judah Mixes (1994)
- Dub Factor 3: Dub Judah & Mad Professor Mixes (1995)
- On The Frontline (2004) Makasound (compilação)

### Singles
- "Bristol Rock" (1981)
- "Chanting For Freedom" (1981) Nubian
- "Move On" (1983) Silvertown
- "Juvenile Delinquent"
- "The Frontline"
- "Seeing Your Face"
- "Suzy Wong"
- "Let It Be Me" (1987) Nubian
- "Start Afresh"
- "Zoom" (1989) Nubian

### Vídeo
- Celebration (1989) Nubian